# 津覇車輌工業
津覇車輌工業株式会社（つはしゃりょうこうぎょう）は、日本の車両車体製造および改造を行う、特殊車両メーカーである。
1932年2月に合資会社津覇製作所として東京都江東区南砂に設立。1952年に株式会社化し、津覇車輌工業株式会社と名称を変更した。

## 主な拠点
- 船橋工場

千葉県船橋市西浦3-3-1
- 館林工場

群馬県館林市富士見町577-1

## 船橋工場
実質的本社。主にキャタピラージャパンなどの建設機械の車体製作及び改造を行っている。

## 館林工場

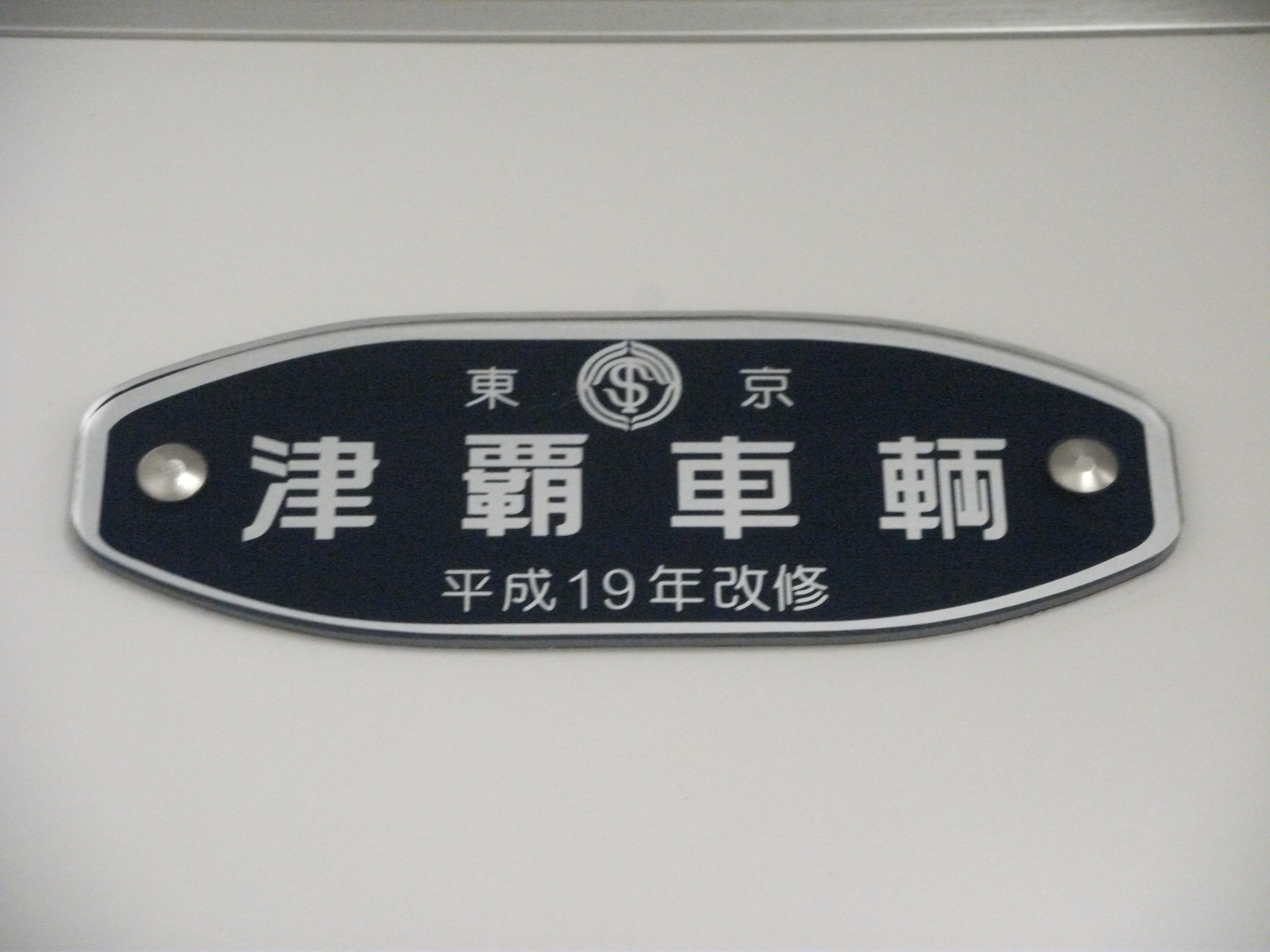
東武10000系電車の車体修繕工事の際に取り付けられた車内銘板
（2011年8月撮影）

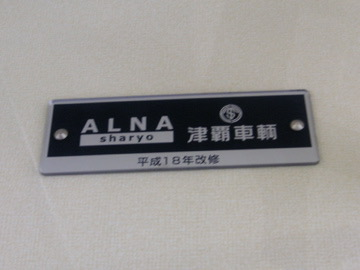
東武8000系電車8R車の3R車化（800・850系化）改造をアルナ車両と合同で施工した際の車内銘板
（2008年頃撮影）

主に東武鉄道の車両の改造や更新作業を行っている。
2004年に現在の館林出張所内へ移転し、2019年現在で10000系の車体修繕工事（現在休止中）と20000系列から20400型（宇都宮線及び日光線方面仕様）への転用改造工事を行っている。なお、車体修繕工事は津覇車輌工業単独で施工する場合の他、アルナ車両や日立製作所と合同で施工する場合もあるため、その際には車内の製造銘板表記が合同で施行した2社連記となる。

## かつて存在した工場
- 南砂工場
- 西新井工場
- 浦安工場

南砂の本社工場に次いで1957年に竣工した西新井工場では東武鉄道西新井工場内において、7300系の更新、16 - 18m級旧形電車の3000系への更新、7800系の5000系への更新、8000系の冷房化改造や車体修繕工事などを手掛けた。